# Александър Людсканов
Александър Кочов Людсканов е български политик. Един от водачите на Прогресивнолибералната партия, той е на няколко пъти министър в правителствата с нейно участие (1901 – 1903, 1911 – 1913).

## Биография
Александър Людсканов е роден на 15 март (3 март стар стил) 1854 в Търново. Завършва Робърт колеж в Цариград (1870 – 1875), а година по-късно постъпва в Новорусийския университет в Одеса. Прекъсва следването си след началото на Руско-турската война, по време на която сътрудничи на руските войски като преводач в щаба на генерал Скобелев. През 1879 – 1880 работи в дипломатическото представителство в Цариград и в Министерството на външните работи и изповеданията. След въвеждането на Режима на пълномощията, на който се противопоставя, заминава за Париж, където през 1884 завършва право. След завръщането си в България работи като адвокат и журналист. След преврата от 1886 като краен русофил е арестуван за кратко, след което живее в Цариград, Виена и Санкт Петербург.
Людсканов се връща в България през 1894, след падането на правителството на Стефан Стамболов, и се включва в работата на Прогресивнолибералната партия, като дълги години е неин подпредседател. През декември 1895 година е делегат от Търновското македонско дружество на Втория конгрес на Македонската организация, а в 1898 година е делегат от Пещерското дружество на Петия конгрес. През 1901 става министър на търговията и земеделието в коалиционното правителство на Петко Каравелов, след това е министър на търговията и земеделието, изпълняващ длъжността министър на обществените сгради, пътищата и съобщенията и министър на вътрешните работи в трите кабинета на Стоян Данев през 1902 – 1903. Отново е министър на вътрешните работи в правителството на Иван Евстратиев Гешов по време на Балканската война. В самостоятелното прогресистко правителство през лятото на 1913 е министър на земеделието и държавните имоти.
През 1911 Александър Людсканов основава организацията Английска лига. През 1921 става член на английско-българския арбитражен съд в Лондон, където умира на 4 март 1922.
През 1884 г сключва брак с дъщерята на Драган Цанков, Недялка Цанкова, която е получила високо образование в Австро-Унгария и Англия. Синът им Константин Людсканов се сражава в Първата световна война като ротмистър от руската армия. След войната Константин Людсканов става дипломат.
Част от архивите му се съхраняват във фонд № 12 на Българския исторически архив в Националната библиотека „Св. св. Кирил и Методий“.